# Anthony Giroux Meagher
Anthony Giroux Meagher (Oshawa, 17 novembre 1940 – Oshawa, 14 gennaio 2007) è stato un arcivescovo cattolico canadese.

## Biografia
Dopo essere diventato insegnante e allenatore di pallacanestro, iniziò la sua attività ecclesiale nel 1972.
Il 30 aprile 1997 fu eletto vescovo titolare di Dura e ausiliare di Toronto; fu consacrato il 26 giugno dello stesso anno.
Il 27 aprile 2002 fu nominato arcivescovo di Kingston.
Fu inoltre presidente del comitato episcopale per la XVII Giornata mondiale della gioventù. Ebbe anche un ruolo importante nella Chiesa locale.
Morì nel 2007 dopo aver combattuto con il cancro per 4 anni, all'età di 66 anni.

## Genealogia episcopale
La genealogia episcopale è:
- Cardinale Scipione Rebiba
- Cardinale Giulio Antonio Santori
- Cardinale Girolamo Bernerio, O.P.
- Arcivescovo Galeazzo Sanvitale
- Cardinale Ludovico Ludovisi
- Cardinale Luigi Caetani
- Cardinale Ulderico Carpegna
- Cardinale Paluzzo Paluzzi Altieri degli Albertoni
- Papa Benedetto XIII
- Papa Benedetto XIV
- Papa Clemente XIII
- Cardinale Marcantonio Colonna
- Cardinale Giacinto Sigismondo Gerdil, B.
- Cardinale Giulio Maria della Somaglia
- Cardinale Carlo Odescalchi, S.I.
- Cardinale Costantino Patrizi Naro
- Cardinale Serafino Vannutelli
- Cardinale Domenico Serafini, Cong. Subl. O.S.B.
- Cardinale Pietro Fumasoni Biondi
- Cardinale Ildebrando Antoniutti
- Arcivescovo Philip Francis Pocock
- Cardinale Aloysius Matthew Ambrozic
- Arcivescovo Anthony Giroux Meagher